# La Rotonde
La Rotonde è un locale di Parigi all'angolo tra Boulevard Montparnasse e Boulevard Raspail.
Nei primi anni del Novecento fu il punto di ritrovo degli artisti di Montparnasse.
Nel soleggiato pomeriggio del 12 agosto 1916 Pablo Picasso, la modella Paquerette, Max Jacob, Manuel Ortiz de Zarate, Marie Vassilieff, Henri-Pierre Roché, Moïse Kisling, Amedeo Modigliani e il critico André Salmon erano seduti assieme di fronte al caffè mentre il loro amico Jean Cocteau immortalò per i posteri questo straordinario assembramento di talenti in una serie di 21 fotografie.